# Lista hrabstw w stanie Hawaje
Lista hrabstw w stanie Hawaje obejmuje 5 jednostek administracyjnych.
| Nazwa    | kod FIPS | Siedziba | Powierzchnia całkowita (km²) | Populacja (2009) | Położenie na mapie |
| -------- | -------- | -------- | ---------------------------- | ---------------- | ------------------ |
| Hawaiʻi  | 15001    | Hilo     | 13 174,49                    | 177 835          |                    |
| Honolulu | 15003    | Honolulu | 5508,52                      | 907 574          |                    |
| Kalawao  | 15005    | –        | 135,53                       | 83               |                    |
| Kauaʻi   | 15007    | Līhuʻe   | 3279,88                      | 64 529           |                    |
| Maui     | 15009    | Wailuku  | 6212,71                      | 145 157          |                    |